# Ljublju tebja, zjizn!
Ljublju tebja, zjizn! (russisk: Люблю тебя, жизнь!) er en sovjetisk spillefilm fra 1960 af Mikhail Jersjov.

## Medvirkende
- Gennadij Vernov som Timofej Borisovitj Kornejev
- Ariadna Sjengelaja som Lena Topilina
- Irina Bunina som Grunja
- Aleksej Kozjevnikov som Zjenja Sukhorukov
- Galina Injutina som Zinaida Mikhajlovna Topilina